# Fenningberget
Fenningberget är ett naturreservat i Malung-Sälens kommun i Dalarnas län.
Området är naturskyddat sedan 2007 och är 744 hektar stort. Reservatet består av granskog, lågväxt på höjdena.